# ハツユキ
ハツユキ（1962年4月8日 - ?）は、日本中央競馬会に所属していた競走馬・繁殖牝馬。1965年の桜花賞を優勝。
馬齢は2000年まで使用されていた旧表記（数え年）を用いる。

## 経歴
父ソロナウェーはアイルランド生産の競走馬・種牡馬で、競走馬時代にはアイリッシュ2000ギニーなどを制し、種牡馬としては1959年に日本に輸出された後も多くの活躍馬を輩出し、1966年には日本リーディングサイアーとなるなど1960年代の日本競馬を代表する種牡馬の一頭となった。
母父トサミドリは1949年に皐月賞と菊花賞のクラシック二冠を制し、後に種牡馬として数々の活躍馬を出し殿堂入りも果たす。

### 戦績
1964年（3歳）11月に東京でデビューし人気に応えると、暮れの中山では3歳牝馬Sで2着、ひいらぎ賞（80万下）3着と好走。1965年（4歳）は加賀武見とコンビを組み、1月の福寿賞（100万下）→2月のシクラメンSと連勝。桜花賞を目指して西下し、前哨戦のオープンは1番人気に支持されるも、伊藤雄二が騎乗して4着。本番では阪神3歳Sを含む5連勝のエイトクラウンが1番人気、同じソロナウェー産駒で阪神3歳Sは3着のベロナが2番人気、ハツユキは3番人気であった。鞍上の加賀はレース直前に厩務員から「フケ（発情）の兆候が見られている。走らないかも」と言われていたが、それを逆手に取って「発情した牝馬は馬群に近づきやすい習性がある。それなら逃げてやろう」と考え、見事鮮やかな逃げ切り勝ちに導いた。エイトクラウンは4着、ベロナは12着と大敗を喫した。関東に戻ると、不良馬場で行われたトライアルの4歳牝馬特別も人気に応えて快勝するが、人気が予想された優駿牝馬は回避しそのまま引退。
優駿牝馬で加賀はベロナに騎乗し、逃げ切って制覇し、史上初の違う馬で牝馬二冠を獲得。いずれも逃げ切りで勝っており、「逃げの加賀」を全国のファンに強く印象付けた。
同年のクラシックはソロナウェー産駒の当たり年で、桜花賞馬ハツユキ、オークス馬ベロナ、ダービー馬キーストンを送り出した。

### 引退後
引退後は1966年に繁殖入りし、13頭の産駒を送り出した。産駒にはオープン勝ちを含めて中央で7勝を挙げたヤマキチカラがいるが、他に目立った活躍馬はいない。子孫の活躍馬では曾孫ヤマノフレアリングが道営記念、栄冠賞に勝ち、フレアリングマズル（マイルグランプリなど）やフレアリングアロー（ニューイヤーカップ）、フレアリングルーラ（ヤングチャレンジカップ）などを産んでいる。

## 競走成績
- 1964年（3戦1勝）
  - 2着 - 3歳牝馬ステークス
  - 3着 - ひいらぎ賞
- 1965年（5戦4勝）
  - 1着 - 桜花賞、4歳牝馬特別、シクラメンステークス、福寿賞

※太字は八大競走を含むGI級レース。

## 血統表
| ハツユキの血統                       | ハツユキの血統                         | ハツユキの血統                         | （血統表の出典）                       | （血統表の出典） |
| 父系                                 | フェアウェイ系                         | フェアウェイ系                         | フェアウェイ系                         | [ § 2 ]          |
| 父 *ソロナウェー Solonaway 1946 鹿毛 | 父の父Solferino 1940 鹿毛              | Fairway                                | Phalaris                               | Phalaris         |
| 父 *ソロナウェー Solonaway 1946 鹿毛 | 父の父Solferino 1940 鹿毛              | Fairway                                | Scapa Flow                             |                  |
| 父 *ソロナウェー Solonaway 1946 鹿毛 | 父の父Solferino 1940 鹿毛              | Sol Speranza                           | Ballyferis                             | Ballyferis       |
| 父 *ソロナウェー Solonaway 1946 鹿毛 | 父の父Solferino 1940 鹿毛              | Sol Speranza                           | Sunbridge                              |                  |
| 父 *ソロナウェー Solonaway 1946 鹿毛 | 父の母Anyway 1935 鹿毛                 | Grand Glacier                          | Grand Parade                           | Grand Parade     |
| 父 *ソロナウェー Solonaway 1946 鹿毛 | 父の母Anyway 1935 鹿毛                 | Grand Glacier                          | Glaspia                                |                  |
| 父 *ソロナウェー Solonaway 1946 鹿毛 | 父の母Anyway 1935 鹿毛                 | The Widow Murphy                       | Pomme-de-Terre                         | Pomme-de-Terre   |
| 父 *ソロナウェー Solonaway 1946 鹿毛 | 父の母Anyway 1935 鹿毛                 | The Widow Murphy                       | Waterwitch                             |                  |
| 母 ボジヨー 1955 青毛                | 母の父トサミドリ 1946 鹿毛             | *プリメロ Primero                      | Blandford                              | Blandford        |
| 母 ボジヨー 1955 青毛                | 母の父トサミドリ 1946 鹿毛             | *プリメロ Primero                      | Athasi                                 |                  |
| 母 ボジヨー 1955 青毛                | 母の父トサミドリ 1946 鹿毛             | *フリッパンシー Flippancy              | Flamboyant                             | Flamboyant       |
| 母 ボジヨー 1955 青毛                | 母の父トサミドリ 1946 鹿毛             | *フリッパンシー Flippancy              | Slip                                   |                  |
| 母 ボジヨー 1955 青毛                | 母の母ダイニフジホマレ 1947 芦毛       | ハクコウ                               | Purple Shade                           | Purple Shade     |
| 母 ボジヨー 1955 青毛                | 母の母ダイニフジホマレ 1947 芦毛       | ハクコウ                               | *スリリング                            |                  |
| 母 ボジヨー 1955 青毛                | 母の母ダイニフジホマレ 1947 芦毛       | 第参不知火                             | *ステーツマン                          | *ステーツマン    |
| 母 ボジヨー 1955 青毛                | 母の母ダイニフジホマレ 1947 芦毛       | 第参不知火                             | 不知火                                 |                  |
| 母系(F-No.)                          | (FN:1-c)                               | (FN:1-c)                               | (FN:1-c)                               | [ § 3 ]          |
| 5代内の近親交配                      | Blandford4×5=9.38%、Polymelus5×5=6.25% | Blandford4×5=9.38%、Polymelus5×5=6.25% | Blandford4×5=9.38%、Polymelus5×5=6.25% | [ § 4 ]          |
| 出典                                 | 1. 2. 3. 4.                            | 1. 2. 3. 4.                            | 1. 2. 3. 4.                            | 1. 2. 3. 4.      |

## 同名馬
同名馬のうち、1954年産まれのプリメロ産駒の牡馬は、1957年の大井盃（現羽田盃）と春の鞍（現東京ダービー）を制している。